# Linia kolejowa nr 614
Linia kolejowa nr 614 – magistralna, jednotorowa, niezelektryfikowana, szerokotorowa linia kolejowa łącząca rejon ŻrB stacji Żurawica ze stacją Hurko.
Linia umożliwia prowadzenie ruchu towarowego z części szerokotorowej Żurawicy w kierunku Medyki z pominięciem Przemyśla.